# Ilama
Ilama (Annona macroprophyllata Donn.Sm., Syn.: Annona diversifolia Saff.) ist ein Baum aus der Familie der Annonengewächse. Die Früchte dieses Baumes zeichnen sich durch ein rosafarbenes Fruchtfleisch mit cremiger Konsistenz aus.

## Beschreibung
Ilama wächst als immergrüner Baum bis 7,5 Meter hoch und verzweigt sich oft schon am Grund. Die Borke ist aromatisch und braungrau. Die wechselständigen und ganzrandigen Laubblätter sind glänzend, dünn, und 5 bis 15 Zentimeter lang. Sie sind elliptisch bis verkehrt-eiförmig. Es gibt ein bis zwei Brakteen, die 2,5 bis 3,5 Zentimeter lang sind. Das junge Laub ist rötlich bis kupferfarben. 
Ilama ist protogyn, also vorweiblich. Die duftenden, zwittrigen Blüten stehen einzeln an langen Stielen und sind kastanienbraun. Die Kelchblätter sind klein und behaart. Die äußeren Kronblätter sind fein behaart und stumpf, die inneren sind staubblattähnlich und tragen Pollen.
Die Sammelfrucht ist konisch, herzförmig oder eiförmig und rund 15 Zentimeter lang. Sie wird bis 0,9 Kilogramm schwer. Sie ist mit dreieckigen Vorsprüngen übersät. Die grüne bis pinke oder purpurne Fruchtschale ist mit einem samtigen, grauweißen „Reif“ überzogen. Die „Fruchtschale“ ist 6 Millimeter dick. Grüne Früchte haben ein weißes und süßes Fruchtfleisch, pinke Früchte haben ein mehr oder weniger pinkes sowie saures Fruchtfleisch. Im Fruchtfleisch befinden sich 25 bis 80 harte, braune Samen von rund 1 mal 2 Zentimeter Größe.
Die Chromosomenzahl beträgt 2n = 14.

## Verbreitung
Ilama ist in den Hügeln an der Südwestküste Mexikos bis nach Guatemala, El Salvador, Honduras und Nicaragua heimisch.
Der Baum ist auf die Tropen beschränkt. In seinem Ursprungsgebiet wird der Baum auch angepflanzt. Natürlich kommt er nur bis in Höhen von 610 m vor, wird in Guatemala aber noch in 1800 m angepflanzt. Er wächst am besten an Standorten mit ausgeprägten Regen- und Trockenzeiten.

## Nutzung
Die Früchte werden als Obst genutzt. Das Fruchtfleisch wird roh gegessen. Meist werden die Fruchthälften ausgelöffelt, da das Fruchtfleisch am äußeren Rand unangenehm schmeckt.